# Wilfried Holzapfel
Wilfried Bernd Holzapfel (* 17. Februar 1938 in Magdeburg) ist ein deutscher Physiker und emeritierter Professor.

## Ausbildung
Wilfried Holzapfel studierte theoretische Physik in Technischen Hochschule Karlsruhe. 1964 erhielt er sein Diplom und 1966 den Dr. rer. nat. in Experimentalphysik.

## Karriere
Von 1966 bis 1967 war er wissenschaftlicher Assistent in Karlsruhe, von 1967 bis 1969 an der University of Illinois in Urbana und von 1969 bis 1971 an der TU München. Von 1971 bis 1978 leitete er das Hochdrucklabor am Max-Planck-Institut in Stuttgart, wo er sich 1997 habilitierte. 1978 wurde er Professor für Experimentalphysik an der Universität Paderborn. Von 1979 bis 1981 war er Vorsitzender der Europäischen Hochdruck-Forschungsgruppe. 1991 war er Mitglied, Vorsitzender und Verwaltungsrat des HASYLAB in Hamburg. Von 1982 bis 2009 war er Gastprofessor an der UCLA, im Lawrence Livermore National Laboratory, an der Universität Bordeaux, am European Laboratory of Non-linear Spectroscopy (LENS) in Florenz sowie an der University of Nevada, Las Vegas.